# Семейные Ложки
Семейные Ложки — упразднённая деревня в Нюксенском районе Вологодской области.
Входит в состав Городищенского сельского поселения, с точки зрения административно-территориального деления — в Космаревский сельсовет.
Расстояние до районного центра Нюксеницы по автодороге — 43 км, до центра муниципального образования Городищны по прямой — 9 км. Ближайшие населённые пункты — Нижнее Каменное, Дворище, Васильево.
По данным переписи в 2002 году постоянного населения не было.
Упразднена 2 мая 2020 года.